# Università di Cadice
L'Università di Cadice è l'istituzione universitaria della provincia di Cadice, nella comunità autonoma spagnola dell'Andalusia. Venne fondata nel 1979 ed offre oggi 61 indirizzi di studio, ai quali sono iscritti (secondo dati dell'anno accademico 2007-2008) 17.280 allievi, dispone di un organico di 1.698 professori e 680 impiegati amministrativi.
Tra le discipline insegnate spiccano quelle relative alle scienze marine, le scienze nautiche e l'ingegneria navale. Questi corsi sono tenuti presso il Centro Andaluz Superior de Estudios Marinos (Casem), che si trova presso il Campus di Puerto Real.
Attualmente l'università è una delle massime istituzioni della provincia di Cadice e dato il suo carattere di apertura, cosmopolita e la sua proiezione Atlantica, accoglie studenti provenienti dai cinque continenti, con significativi accordi di scambio con università, ispano-americane, russe e africane. Allo stesso modo ospita studenti provenienti dai paesi europei che partecipano al progetto Erasmus.
Ospita il Centro Superior de Lenguas Modernas gestito dalla FUECA (Fundación Universidad Empresa de la provincia de Cádiz), nel quale è possibile studiare le lingue inglese, francese, italiana, tedesca, araba del Marocco, portoghese, giapponese, russa, russa e spagnola per stranieri, oltre a corsi di Metodologia per l'insegnamento delle lingue straniere e vari corsi specifici di formazione linguistica per il personale della propria università mantenendo programmi ed accordi con numerose università ed enti stranieri.

## Storia

### Precedenti
Prima della fondazione dell'università esistettero altre scuole di formazione superiore anche nei secoli precedenti:
- Colegio de Pilotos de los Mares de Levante y Poniente (XV secolo)
- Real Instituto y Observatorio de la Armada: sito a Cadice, località San Fernando, primo osservatorio astronomico di Spagna.[6]
- Asamblea Amistoso-Literaria: ente precursore della Academia de las Ciencias
- Real Colegio de Cirugía de la Armada (1745) (fondato da Pedro Virgili come filiazione dal Colegio de Practicantes de Lacomba) prima istituzione in Europa a rilasciare il diploma di medico chirurgo, formando gli studenti in entrambe le discipline (chirurgia e medicina), che venivano prima insegnate separatamente: la prima nelle università e la seconda nelle scuole.[7] Questa novità venne adottata molto presto anche dalle altre università del resto d'Europa.[8]
- Escuela Libre de Derecho y Escuela de Comercio

### Fondazione
Nella riunione del senato accademico del 16 ottobre del 1979 venne approvata la creazione dell'Università di Cadice. Essa venne poi effettivamente fondata il 30 ottobre dello stesso anno, giorno in cui venne tenuta la prima lezione, dal titolo "Cajal, análisis literario de un carácter", presso il Colegio Mayor "Beato Diego de Cádiz" da parte del professor Gómez Sánchez..
A capo della nuova università venne posto Felipe Garrido, fino alla prima elezione del suo rettore avvenuta nel 1984.
Tuttavia, molti dei centri che aderirono alla nuova università erano già esistenti, come le scuole indipendenti appartenenti ad altre università, come la E.U. de Estudios Empresariales y Administración Pública de Jerez integrata nell'Università di Siviglia nel 1972 o il collegio dei Gesuiti presso l'Università letteraria di Siviglia esistente dal 1785.
La sua facoltà più antica è quella di Medicina, erede diretta del Real Colegio de Cirugía de Cádiz  fondato nel 1748, primo centro d'Europa che mise assieme medicina e chirurgia nello stesso centro di istruzione.

### Primi anni
Nel marzo del 1984, venne conferita una medaglia d'oro al re Juan Carlos I e nel maggio 1985 venne conferita a Rafael Alberti e ad Antonio Domínguez Ortiz una laurea Honoris causa. Nel novembre dello stesso anno venne poi inaugurata la sede attuale del rettorato nella Casa de los Cinco Gremios. Nel febbraio del 1986 venne poi approvato lo statuto dell'ateneo.

### Dalla fine del 1986 agli inizi del 2003
L'università incrementa, via via, la sua offerta formativa creando le facoltà di informatica gestionale, scienze del mare, filologia (classica, francese e araba), il secondo ciclo di studi in economia e imprese e ingegneria delle opere pubbliche. Venne poi inaugurato l'Hospital Universitario de Puerto Real.
Nel 1992 venne creato il Centro Andaluz Superior de Estudios Marinos e nel maggio 1994 fu posta la prima pietra nella ristrutturazione dell'antico Hospital Moreno de Mora, attuale sede della facoltà di Ciencias Económicas y Empresariales.
Nel 1998 nacque la Fundación Universidad Empresa de la Provincia de Cádiz (FUECA) ed ebbero inizio i lavori per la costruzione del Campus de la Asunción.
Al termine del mandato di Guillermo Martínez Massanet venne approvata la Carta Magna dell'università, entrata in vigore con l'insediamento del suo successore Diego Sales.

### Dal 2003
Venne creato il sito web (www.uca.es).